# Ashley Cleveland
Ashley Cleveland (Knoxville, 1957. február 2. –) háromszoros Grammy-díjas amerikai énekesnő, dalszerző, producer, stúdiózenész.

## Pályafutása
Ashley Cleveland karrierje több mint 300 albumom működött közre, köztük van a Gospel Music Association (GMA) által kitüntetett "Songs from the Loft" (1994), a „The Jesus Record” című Rich Mullins album és az „A Ragamuffin Band” (1998) című album.
John Hiatt együttesének tagjaként számos televíziós szereplésen is fellépett, köztük az „Austin City Limitsben”, a Late Night with David Lettermanben, az „Arsenio Hall Show”-ban és a Saturday Night Live-ban.
Steve Winwood duett vokállal működött közre és Hammond B3 orgonán játszott a Cleveland 2005-ös „Men and Angels Say” című albumán az „I Need Thee Every Hour” című dalban.
Ashley Cleveland közreműködött a SongwritingWith:Soldiers műhelymunkában, társszerzőként szerepel a Mary Gauthier Rifles & Rosary Beads albumon található „Stronger Together” című dalban.
1987-ben a „We're Gonna Win This One”-t énekelte a Ernest Goes to Camp című filmben.

## Albumok
- Big Town (1991)
- Bus Named Desire (1993)
- Lesson of Love (1995)
- You Are There (1998)
- Second Skin (2002)
- Men and Angels Say (2005)
- Before the Daylight's Shot (2006)
- God Don't Never Change (2009)
- Beauty in the Curve (2012)
- One More Song (2018)

## Díjak
1995: Grammy-díj (a „Lesson of Love” című dalért)